# Agau (Volk)
Die Agaw (auch Agau oder Agaou genannt) sind eine Gruppe von Ethnien, die im Bundesstaat Amhara in Nord-Äthiopien und in Eritrea leben. Ihre Gesamtzahl beträgt ungefähr 700.000 Menschen. Sie sprechen verschiedene Varietäten der zentralkuschitischen (Agau-)Sprache, ihre Religion ist vor allem das Christentum.
Die Agaw wurden zuerst in einer Inschrift des aksumitischen Königs Kaleb und in den Schriften von Kosmas Indikopleustes erwähnt; einige Experten vertreten eine zuerst von Carlo Conti Rossini entwickelte Theorie, dass diese Ethnie die Ureinwohner des äthiopischen Hochlandes gewesen sind und entweder vertrieben wurden oder sich mit den Tigray und Amharen vermischt haben.
Die Agaw bestehen aus acht Gruppen, Übriggebliebene aus einst viel weiter verbreiteten Agaw, verteilt über Nord- und Zentral-Äthiopien. Sieben Gruppen, die Qemnat, Awiya, Kumfal, Hamir, Bilan, Damot und Hamta können in Enklaven gefunden werden, die Achte – die Falasha – findet sich verteilt unter den Amhara.
Alle Agaw sprechen gegenseitig verständlich oder nahe gegenseitig verständliche Dialekte der Agaw Sprache und fast alle Agaw sind zweisprachig, wobei diese oft Amharisch oder Tegrenya sprechen.

## Untergruppen
- nördliche Agaw bzw. Bilen, Hauptstadt Keren
- westliche Agaw bzw. Kemant, Hauptstadt Aykel
- östliche Agaw bzw. Xamir, Hauptstadt Šokota
- südliche Agaw bzw. Awi (Volk), Hauptstadt Injibara